# 浅舞公園あやめまつり
浅舞公園あやめまつり（あさまいこうえんあやめまつり）は、秋田県横手市平鹿町浅舞の浅舞公園で開催される祭り。

## 概要
横手市平鹿町にある浅舞公園で開催される祭りで、毎年開催される。ただ、天候の影響で開花時期が異なってくるため、祭り開催時期に影響する場合がある。
会場となる浅舞公園は5.1haの敷地を有し、80種・約50万本のハナショウブ（アヤメ科）が開花し、見頃を迎える時期に祭りが開催される。入園は無料。
時間限定で、夜の公園内ライトアップを2015年に初めて企画に加えた。祭り開催期間中は土・日限定で、無料シャトルバスを運行する。屋台とテント村で地元の物産販売なども行われる。

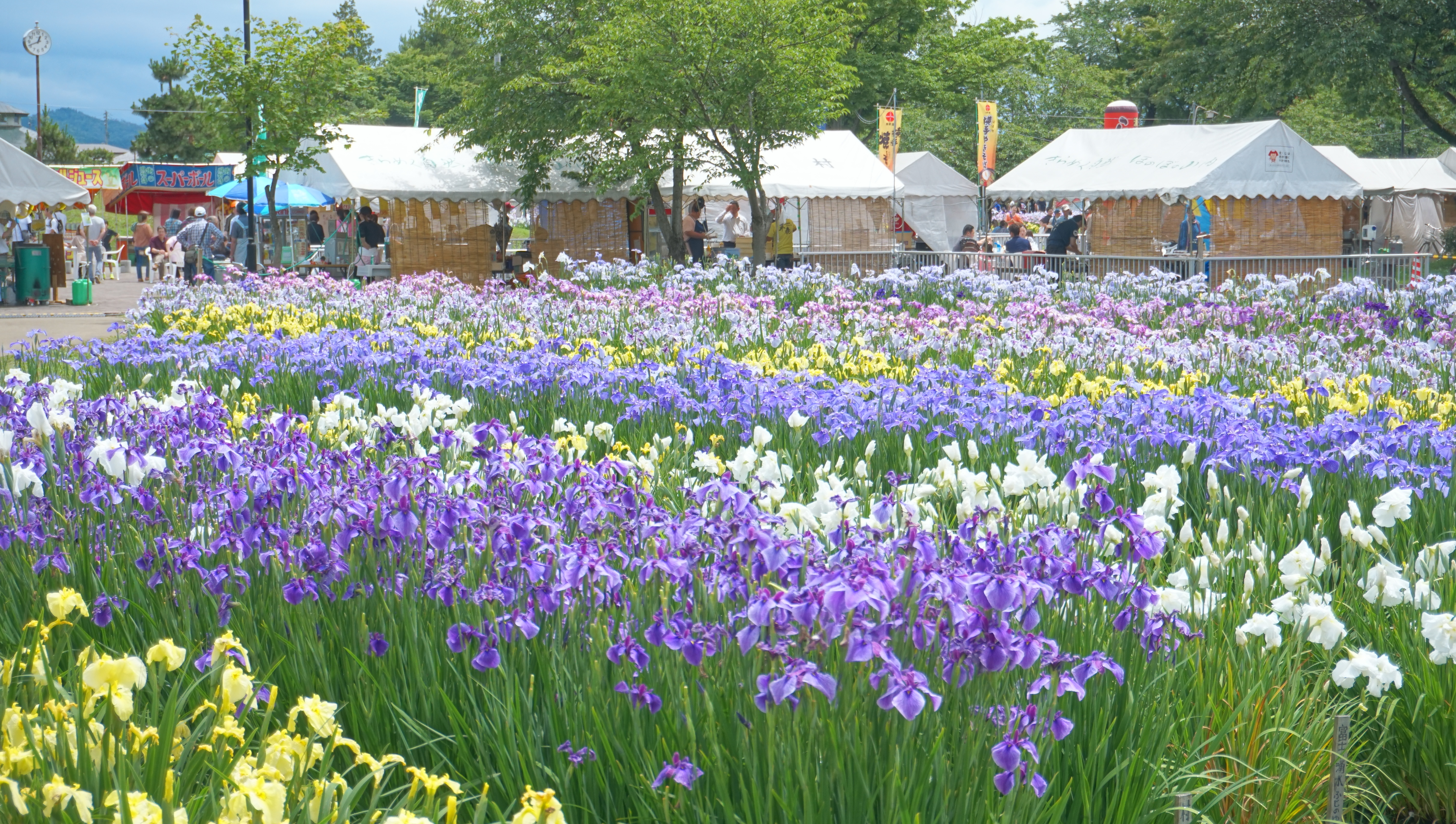
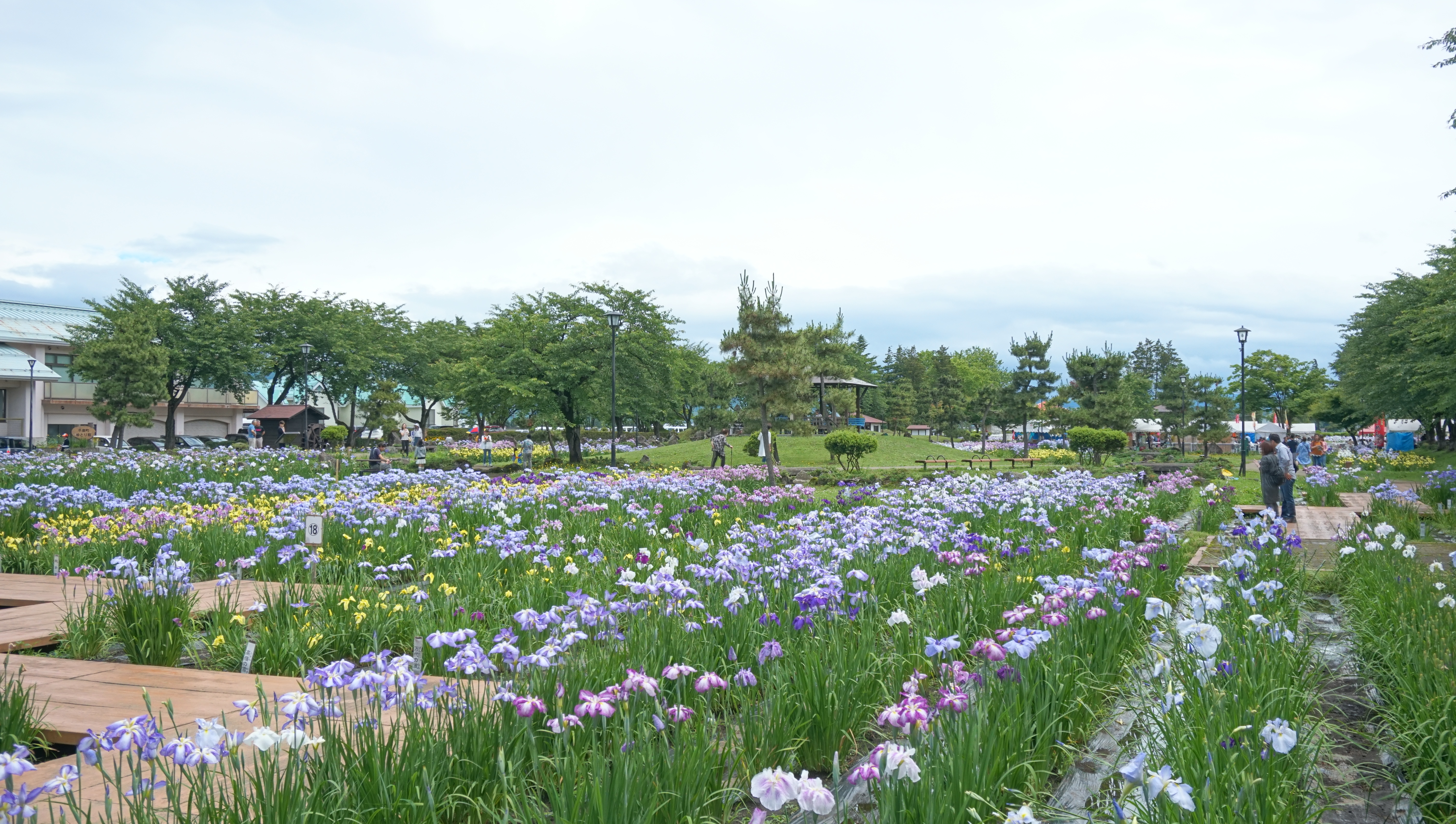
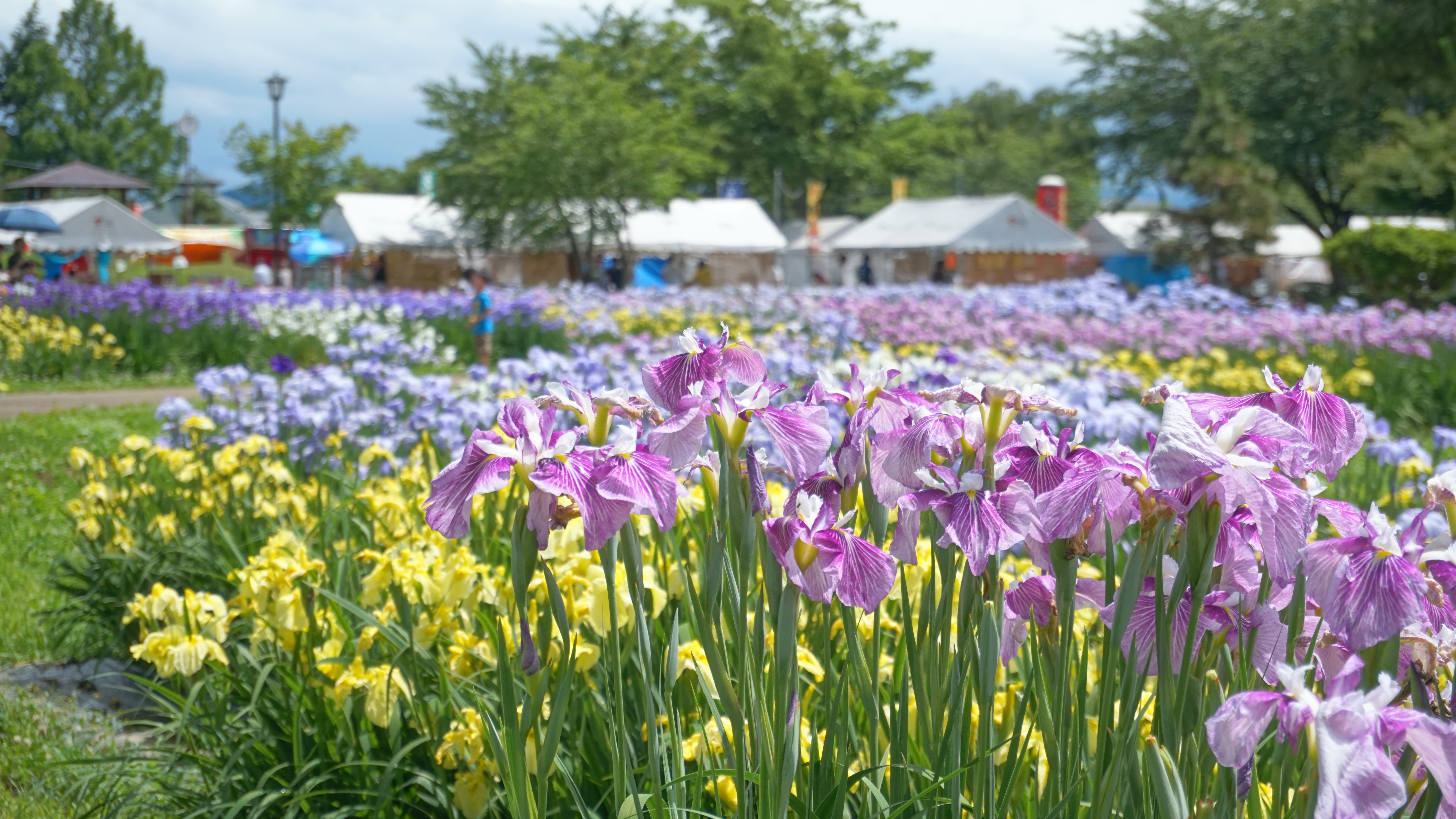
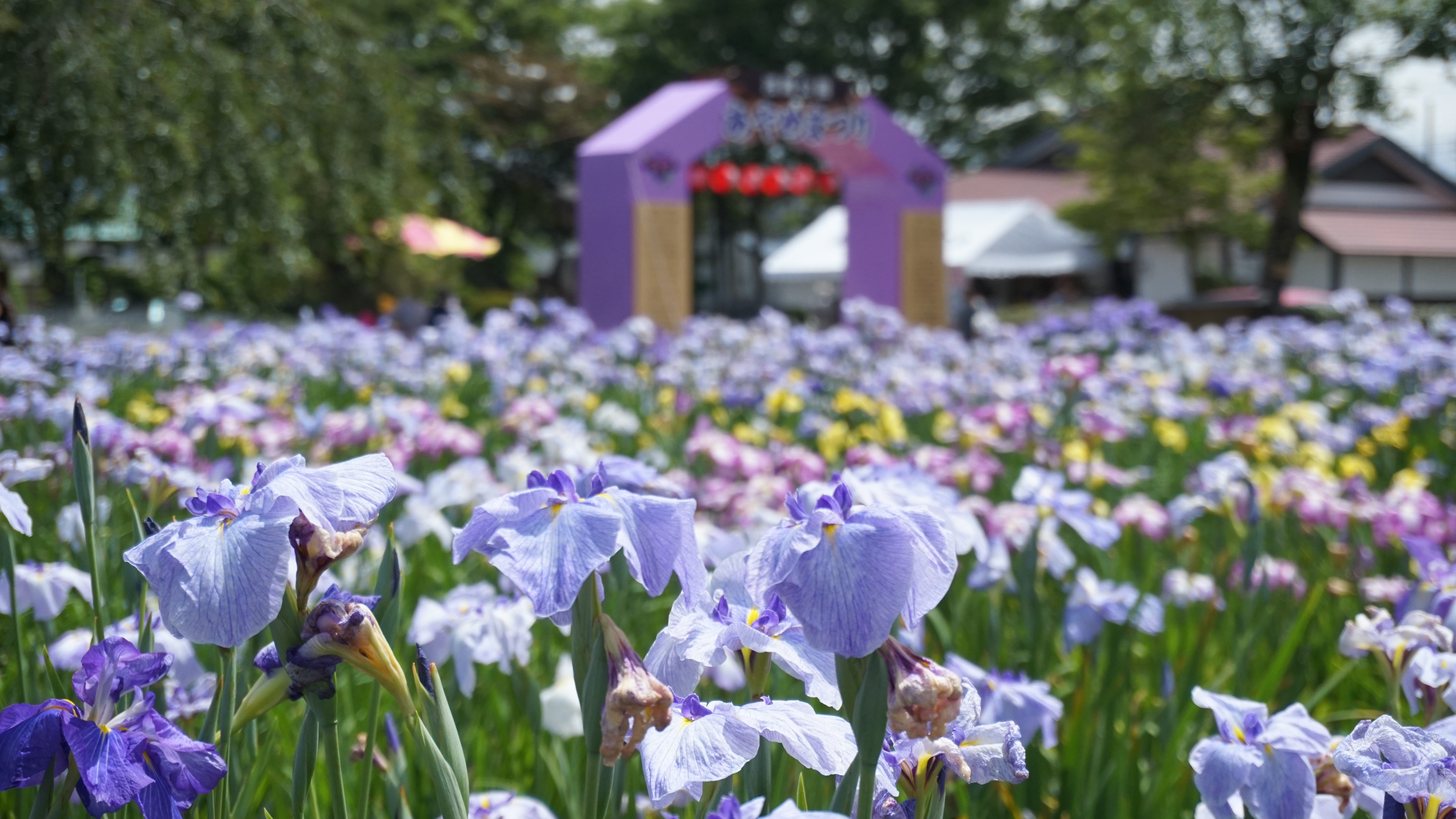

## 期間
- 毎年 6月下旬～7月初旬（平成27年の場合:6月27日～7月5日）開催時期は開花状況によって毎年、異なる。

## 会場所在地
- 013-0105 秋田県横手市平鹿町浅舞上蒋沼地内

## 主催
- 横手市 平鹿地域局平鹿地域課

## イベント内容
- 一夜限りのライトアップショー
- 金魚つかみ取り
- ポニー馬車乗車
- スクール・バンドのパレード
- スクールバンド演奏
- 演舞
- 舞踊
- ギターの弾き語り
- フリーマーケット
- アマチュア無線の公開運用
- 除雪機械乗車体験
- 紙芝居
- 金魚つかみどり
- 神楽
- ダンスパーティー
- 野点
- 俳句大会
- ちんどん屋行進
- マラソン
- バザール
- 将棋大会
- よさこいソーラン踊り

その他

## アクセス
- 東日本旅客鉄道（JR東日本）奥羽本線 醍醐駅より約4km